# J.M. Lauwers
J.M. Lauwers (1881 – 1965) was schoolhoofd te Esbeek en heemkundige.
Hij is vooral bekend als auteur van het boekje Langs de Hilverboorden (Bijdrage tot de kennis van het Brabantsche landschap en volk). Dit werk schreef hij in 1924 ter gelegenheid van het 25-jarig bestaan van Landgoed de Utrecht en het 50-jarig jubileum van de Esbeekse Harmonie Concordia. In het boekje worden legenden beschreven omtrent de zogeheten Schat van Tilburg. Die schat zou zich ten noorden van Hilvarenbeek, nabij de buurtschap Dun, bevinden maar werd nooit gevonden. Het boekje werd geïllustreerd met etsen van Andreas Schotel en het werd uitgegeven door de Vereeniging Hilvarenbeek Vooruit.
- International Standard Name Identifier: 0000 0003 9302 7255
- Nederlandse Thesaurus van Auteursnamen: 072477083
- Virtual International Authority File: 287252631
- WorldCat: E39PBJcRcMy6WH4yp3pMyJGyh3